# Стівен Гайон Вільямс
Стівен Гайон Віліямс (англ. Stephen Guion Williams; після 1825 — не раніше 1920) — американець, який першим заслужив звання доктора філософії Колумбійського університету з політології у 1883 році.

## Біографія
Стівен Гайон Віліямс народився в сім'ї Джон Стентон Вільямс (близько 1810–1876) і Мері Маклай Пентс (англ. Mary Maclay Pentz) (близько 1810–1891), які володіли 121 акром (0,49 км²) тракту в Сомерсет, Нью-Джерсі. Його батько був американським підприємцем, який разом з Стівеном Баркер Гайоном (англ. Stephen Barker Guion) володів і був оператором «Williams & Guion Black Star Line». Сім'я володіла 121 акром (0,49 км²) тракту в Сомерсет, Нью-Джерсі — ця земля була власністю родини Марії Маклай Пентс Вільямс з 1877 року.

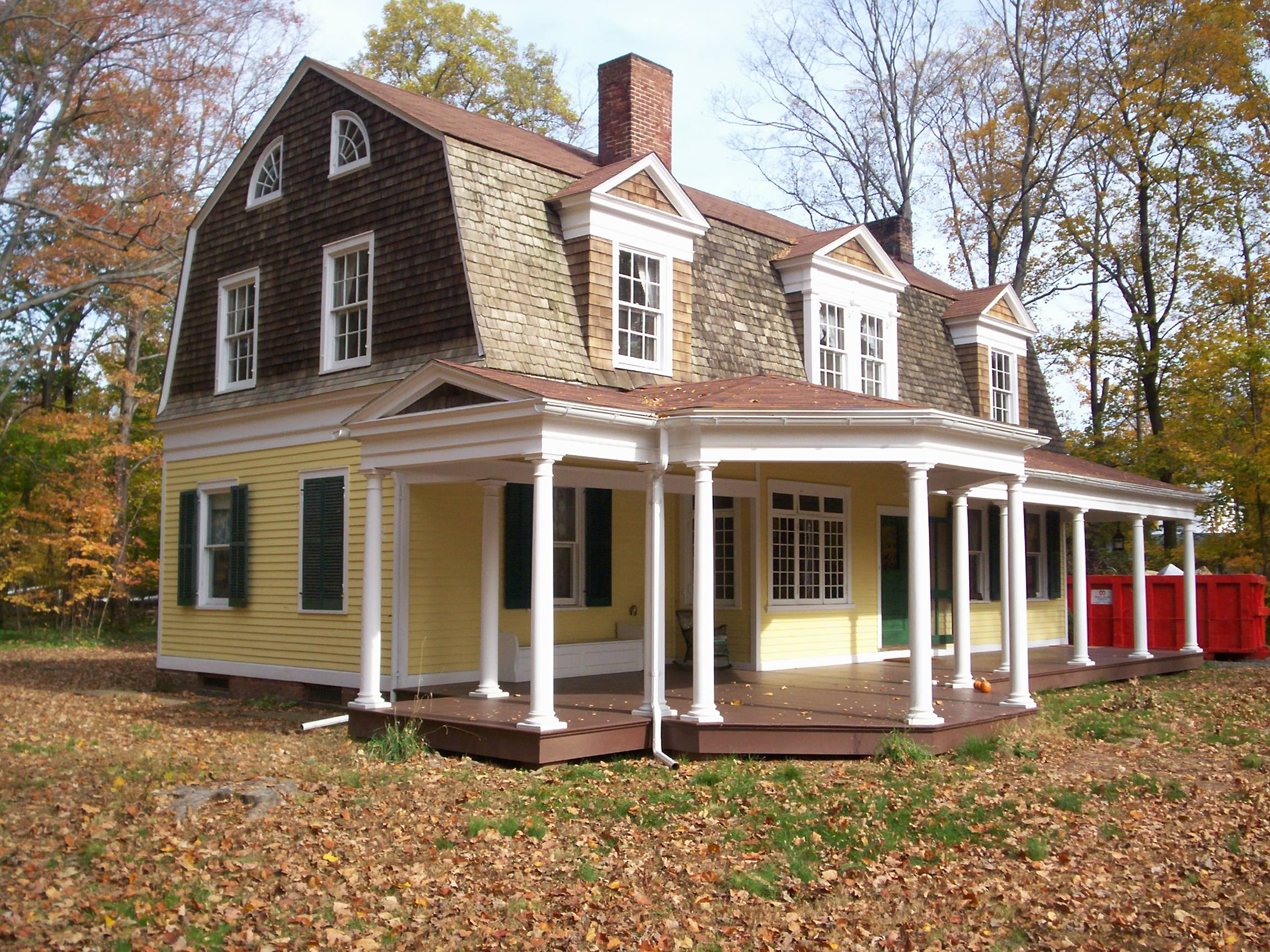
Будинок в Туліпвуді.

Батько Джон Стентон Вільямс помер у 1876 році.
Стівен Гайон Вільямс першим заслужив звання доктора філософії Колумбійського університету з політології у 1883 році.
28 лютого 1891 року, після смерті матері, Стівен Гайон Віліямс успадкувавав від Марії Вільямс 8-1/4 акрів, як частина від первісних 121 акрів землі в Сомерсет, Нью-Джерсі.
До 1892 року Стівен був практикуючим право в місті Нью-Йорк. Туліпвуд — будинок, який був побудований для Стівена Гайон Вільямса в 1892 році і був третім будинком, побудованим на цій земельній ділянкі.
9 листопада 1914 року він був одружен з Шарлотою Гросвінор Ваєт (англ. Charlotte Grosvenor Wyeth) в єпископальній церкві Сент-Джеймс. Наречена мала чотири дочки.
Схоже, що Стівен Гайон Віліямс помер не раніше 1920 року, тому що у 1920 році Лі В. Кімбол (англ. Leigh W. Kimball) купує будинк Туліпвуд для себе і своєї сім'ї безпосередньо у Стівена Гайон Віліямса.